# El fondo del mar
El fondo del mar és una pel·lícula argentina estrenada el 28 d'agost de 2003, escrita i dirigida per Damián Szifron i protagonitzada per Daniel Hendler, Dolores Fonzi i Gustavo Garzón. La pel·lícula barreja el drama, el suspens i la comèdia, i conté elements del cinema negre. La major part de la història es desenvolupa durant una sola nit i gira entorn de Ezequiel (Hendler), un estudiant d'arquitectura obsessionat amb la seva núvia, Ana (Fonzi), que després de descobrir que l'està enganyant amb un altre home (Garzón), decideix perseguir-lo per a esbrinar més sobre la seva identitat. La trama d' El fondo del mar, el primer llargmetratge com a director de Szifron, va ser definida pel seu realitzador com «la trobada d'un paranoic amb un egocèntric», referint-se als papers de Hendler i Garzón.
La cinta va ser produïda de forma independent i filmada en dues fases entre 2001 i 2002. Es va estrenar al Festival Internacional de Cinema de Mar del Plata al març de 2003, amb una càlida rebuda per part del públic i emportant-se tres premis, i va arribar als cinemes argentins a l'agost del mateix any. A més de ser projectada en festivals internacionals com el de Tolosa de Llenguadoc, Sant Sebastià o Miami, la pel·lícula va obtenir múltiples guardons, incloent quatre reconeixements als Premis Clarín —incloent millor pel·lícula—, el Premi Còndor de Plata al millor actor de repartiment per l'actuació de Garzón, i els premis a millor actor (Hendler) i millor òpera prima a la Mostra de Cinema Llatinoamericà de Lleida.
Part de la crítica cinematogràfica va elogiar la narració del director, les actuacions —especialment la de Gustavo Garzón en el rol d'Aníbal— i la banda sonora composta per Guillermo Guareschi. Alguns elements relacionats amb la trama, personatges o estètica d' El fondo del mar foren comparats amb les de pel·lícules com After Hours de Martin Scorsese o l'argentina Nueve reinas. El propi director va assegurar ser seguidor del cinema de Scorsese i va afirmar que la trama de la seva òpera preval va estar influenciada per films com Eyes Wide Shut de Stanley Kubrick i L'Enfer de Claude Chabrol.

## Argument
Ezequiel és un estudiant d'arquitectura i aficionat al busseig. Després de reiterats intents per telèfon per a contactar a la seva núvia, Ana, finalment ho aconsegueix i ella li comunica que aquesta nit té una «reunió de treball» a l'Hotel Panamericano Buenos Aires i que no s'hi pot anar en parella. Aquest fet molesta a Ezequiel, que més tard torna a cridar Ana des de la Biblioteca Nacional i li comunica que aquesta nit no tornarà al departament on viuen junts, sinó a la casa dels seus pares. Mentre Ana es veu desinteressada per la relació que porten, Ezequiel està obsessionat i pendent d'ella al punt que deixa en segon pla la resta dels seus interessos, incloent l'arquitectura. Aquesta tarda, en comptes d'anar a la casa dels seus pares, Ezequiel es dirigeix al departament per a veure una estona a Ana, però la troba nerviosa i sorpresa de veure'l. Ell insisteix amb saber que li succeeix però no obté una resposta convincent, li demana que ho acompanyi en el llit de l'habitació però ella es mostra encara més nerviosa.
Amb l'excusa d'anar a buscar el te, Ana es retira a la cuina mentre que Ezequiel es queda assegut en el llit. Mentre observa el pis nota que hi ha roba tirada, fins i tot una sabata que no li pertany. En aquest mateix instant, la mà d'un estrany es llisca des de sota del llit i pren la sabata, apartant-lo lentament de la vista —sense advertir que Ezequiel ho esta veient tot. Paralitzat, Ezequiel li diu a Ana que se'n va als dels seus pares per evitar el trànsit. Una vegada fora de l'edifici, Ezequiel espera a la sortida i una estona més tard aconsegueix veure a l'home que s'amagava sota el llit del seu departament, reconeixent-lo per les seves sabates. L'home és Aníbal, el terapeuta d'Ana, un veterà seriós i segur de si mateix. La gelosia i la paranoia de Ezequiel augmenten encara més i, desconeixent la identitat de l'home, comença a seguir-lo en el seu automòbil per esbrinar qui és.
Després de perseguir-lo durant la nit, Ezequiel intenta indagar més en Aníbal, primer causant un petit incendi en la part posterior de l'acte d'aquest, i després provocant un xoc. Anníbal descobreix ràpidament qui és Ezequiel, ho colpeja i després crida a la policia, però Ezequiel aconsegueix escapar del lloc. Posteriorment, es dirigeix a l'hotel on s'està duent a terme la festa de l'empresa on treballa Ana i, tractant de passar inadvertit, l'observa. Una amiga d'ella es creua amb ell i li avisa a Ana que el seu nuvi és a l'hotel. Ana el busca però ell tracta d'evitar-la. En aquest moment arriba Anníbal amb la policia. Els oficials el detenen però a la poca estona l'alliberen en adonar-se que no representa un perill. Aníbal insisteix, recordant-li a l'oficial els danys que el jove li va causar al seu automòbil. No obstant això, acaba retirant la denúncia.
Aquesta mateixa nit, ja en el departament, Ana li explica la situació a Ezequiel, explicant-li que aquest dia no s'havia sentit amb ganes d'assistir a la sessió, però Anníbal, el terapeuta, havia insistit a dur-la a terme en el departament d'ella. Ana va confessar que es va sentir atreta per ell en aquest moment, a causa de la mala situació en què es trobava el seu festeig, i que es va deixar portar per la situació. Ana li assegura que no tornarà a veure a Anníbal, però al mateix temps, acaba la seva relació amb Ezequiel. Algunes hores més tard, Ezequiel assisteix al club de busseig amb la intenció de provar l'equip, però sofreix un accident en la piscina i es fractura un braç.
Durant la seva recuperació —ja solter— torna a dedicar-se amb més entusiasme als seus estudis d'arquitectura i presenta un ambiciós projecte en la universitat. Més tard, viatja a Puerto Madryn amb els seus companys i instructors de busseig. En el lloc, rep una trucada d'Ana que vol saber com es troba, al mateix temps que té una conversa passatgera però simpàtica amb una noia que es trobava aquí. Finalment, s'endinsa al mar.

## Repartiment
- Daniel Hendler com Ezequiel Toledo.
- Dolores Fonzi com Ana Martinsen.
- Gustavo Garzón com Aníbal.
- José Palomino Cortez com Máximo.
- Daniel Valenzuela com Valenzuela.
- Ignacio Mendi com Rolandelli.
- Ramiro Agüero com Altclas.
- Rafael Filipelli com Filipelli.
- Diego Peretti com Ñaca 1.
- Alejandro Fiore com Ñaca 2.
- Humberto Serrano com Lichmann.
- Jorge D'Elía com Indij.
- Manuel Vicente com detectiu.
- Claudio Rissi com taxista.
- Ximena Latorre com Paula.
- Marita Ballesteros com mare de Ana (veu).
- Pasta Dioguardi com encarregat del bar

## Producció
Damián Szifron va treballar en la idea de la pel·lícula bastanta temps abans de concebre la seva reeixida sèrie Los simuladores. En 2001 va rebre una trucada de l'amo de la productora Metrovision, qui havia vist un episodi pilot amb Rodrigo de la Serna filmat per Szifron i volia que dirigís un llargmetratge protagonitzat per Diego Torres; «aquí vaig començar a escriure El fondo de la mar, basat en les meves pròpies experiències i fantasies com a nuvi gelós», va dir Szifron. La filmació de El fondo de la mar va començar a principis d'agost de 2001 en locaciones de Buenos Aires i Gran Buenos Aires. El rodatge es va detenir al novembre de 2002 quan la cadena Telefe va confirmar la producció d'altres tretze episodis de Els simuladors. Una vegada filmats els episodis de la sèrie, Szifron va continuar amb el rodatge del seu primer llargmetratge. Estava previst que les últimes escenes de la pel·lícula anaven a ser realitzades a la platja de Punta Pardelas (Chubut), però un fort temporal va impedir el treball de l'equip de producció que va haver d'acabar les escenes a Playa Villarino (Puerto Pirámides). La producció també va tenir lloc a la ciutat de Puerto Madryn (Chubut). A causa del pressupost disponible, el film es va rodar en format Súper-16 mil·límetres, el director va explicar: «La pel·lícula verge és cara i jo filmo molt, moltes preses». La producció, que va comptar amb un pressupost d'al voltant de 200 000 dòlars, es va realitzar de forma independent mitjançant la productora Aeroplano de Sebastián Aloi.
A més de ser l'opera prima de Szifron, El fondo del mar va ser el debut al cinema del productor Sebastián Aloi, el director de fotografia Lucio Bonelli i el compositor Guillermo Guareschi. El director li va demanar a Bonelli una il·luminació «a l'europea» amb «tons tènues i pastelats» —acompanyant al personatge de Hendler, un estudiant de arquitectura— per a l'inici i el final, i un altre tipus d'il·luminació «a l'americana» per a la part central del film: «amb molta nit, neó i reflexos». Szifron va afirmar: «La idea bàsica era que amb l'entrada del personatge de Garzón, en la pel·lícula entrava el cinema de Hollywood, tant en termes narratius com de posada en escena».
El director, de 27 anys d'edat al moment de la producció, va esmentar que en gran manera s'identificava amb el personatge que interpreta Daniel Hendler i també, en menor mesura, amb el de Dolores Fonzi. «Em vaig basar en l'observació genuïna i honesta del que jo mateix estava vivint», va declarar el cineasta respecte a l'escriptura del personatge de Toledo —el rol de Hendler. Szifron, seguidor del cinema d'acció de Martin Scorsese, va notar que la temàtica de «gelosia o angoixes» de la seva pel·lícula no guardava relació amb la mena de cinema que li agradava veure, així i tot va decidir «fer una pel·lícula que toqués aquest tema, però amb un abordatge de cinema d'acció». Les trames de cintes com Eyes Wide Shut de Stanley Kubrick i L'Enfer de Claude Chabrol «on l'enemic és sempre intern i no hi ha un vilà recognoscible ni pols oposats» van servir d'influència a Szifron. El director va definir la pel·lícula com «la trobada d'un paranoic amb un egocèntric», referint-se als papers de Hendler i Garzón.

## Estrena
El fondo del mar es va estrenar l'11 de març de 2003 al Festival Internacional de Cinema de Mar del Plata, on va competir en la selecció oficial i va ser rebuda amb aplaudiments. El 28 d'agost del mateix any va arribar a les sales de cinema argentines. El film va ser vist per cent mil espectadors a l'Argentina i, segons el lloc Box Office Mojo, va recaptar 220.704 dòlars. Així mateix, es va projectar en festivals com el Festival de Cinema Llatinoamericà de Tolosa de Llenguadoc, la Mostra de Cinema Llatinoamericà de Lleida i el Festival Internacional de Cinema de Sant Sebastià, entre d'altres. A l'agost de 2005 la pel·lícula va ser editada en DVD, incloent escenes eliminades, tràiler i comentaris del crític de cinema Diego Lerer.

## Crítica
En una de les primeres ressenyes després de la seva presentació en Mar del Plata, el crític Gustavo Castagna va escriure: «Pròxima a l'estètica de Nueve reinas de Fabián Bielinsky, El fondo del mar demostra que un cinema fet amb plaer i rigor formal encara és possible». El dia de la seva estrena als cinemes, Luciano Monteagudo de Página/12 va publicar una ressenya elogiant la pel·lícula, qualificant de «excel·lent» la narració de Szifron, aprovant el guió «ple de detalls, subtileses i sobreentesos» i el càsting, del qual va comentar: «És com si en l'elecció dels seus actors, en la sensibilitat opaca de Hendler, en la misteriosa, ambigua fragilitat de Fonzi, en la prepotència que transmet Garzón a penes amb la seva mirada, ja estigués guanyada la meitat de la pel·lícula». Monteagudo va concloure el seu ressenya dient que «El fondo del mar no sols és una pel·lícula increïblement sòlida, sinó que permet confirmar el futur del cineasta». Escrivint pel diari Clarín, Pablo O. Scholz es va referir a la cinta com el «gran debut de Damián Szifron», va elogiar la narració del director, les actuacions de Fonzi i Garzón, i va afirmar que El fondo del mar «és el millor del cinema argentí» d'aquest any. A la seva ressenya per La Nación, Diego Batlle la va catalogar com «molt bona» i també va elogiar l'estil narratiu del director, comparant-lo amb el d'autors de cinema clàssic però al mateix temps comentant que «es tracta d'una pel·lícula molt argentina (molt portenya), que sintonitza sense subratllats ni declamacions amb el progressiu grau de descomposició social, les petites estafes, la violència continguda, el sentiment de culpa, la covardia i els comportaments autoritaris que defineixen l'estat de les coses actual, una mica en la línia que Fabián Bielinsky va descobrir amb Nueve reinas». Batlle també va rebre positivament totes les actuacions i en particular el treball de Garzón.
Deborah Young de la revista estatunidenca Variety va ressaltar l'actuació de Garzón com «el desagradable Aníbal» i el treball del compositor Guillermo Guareschi al costat del muntatge de Nicolás Goldbart, que segons la crítica «crea una atmosfera de tensió exagerada, fins i tot quan sembla que no passa res». Ryan Vu de la revista en línia PopMatters també va destacar la música de Guareschi, dient que la «molt tibant banda sonora crea un ambient que recorda al cinema negre clàssic». Encara que va esmentar que l'argument es condueix mitjançant una narrativa ja coneguda, va afirmar que «de totes maneres, aporta una premissa decent per a un nombre de seqüències ben armades que equilibren l'humor i el suspens». El crític britànic Neil Young va dir que el director «fa que una premissa molt vella sembli fresca, graciosa i sorprenent», però va opinar que cap al final la pel·lícula es va estendre més del que cal i va perdre el rumb. Sheila Johnston del lloc web Screen Daily va escriure que «El fondo del mar es mou en direccions impredictibles que es resisteixen a definicions de gènere». Alguns mitjans van comparar la cinta amb la comèdia negra After Hours de Martin Scorsese.
Posteriorment, el 2015, Roger Koza del diari La Voz del Interior va comparar El fondo del mar amb Relatos salvajes, del mateix director, i va observar: «Des de la seva primera pel·lícula, Szifron va demostrar un interès obsessiu per l'enquadrament. A El fondo del mar no s'aconsegueixen els nivells d'ampul·lositat de Relatos salvajes, de tal manera que unes certes decisions se sostenen en una elegància ostensible».

## Premis
| Organització                                              | Categoria                                 | Guanyadors i nominats                                   | Resultat   | Ref(s)        |
| --------------------------------------------------------- | ----------------------------------------- | ------------------------------------------------------- | ---------- | ------------- |
| Premis Cóndor de Plata                                    | Millor pel·lícula                         | Millor pel·lícula                                       | Nominada   | [ 37 ] [ 12 ] |
| Premis Cóndor de Plata                                    | Millor opera prima                        | Damián Szifron                                          | Nominat    | [ 37 ] [ 12 ] |
| Premis Cóndor de Plata                                    | Millor director                           | Damián Szifron                                          | Nominat    | [ 37 ] [ 12 ] |
| Premis Cóndor de Plata                                    | Millor guió original                      | Damián Szifron                                          | Nominat    | [ 37 ] [ 12 ] |
| Premis Cóndor de Plata                                    | Millor actor                              | Daniel Hendler                                          | Nominat    | [ 37 ] [ 12 ] |
| Premis Cóndor de Plata                                    | Millor actor de repartiment               | Gustavo Garzón                                          | Guanyador  | [ 37 ] [ 12 ] |
| Premis Cóndor de Plata                                    | Millor actriu de repartiment              | Dolores Fonzi                                           | Nominada   | [ 37 ] [ 12 ] |
| Premis Cóndor de Plata                                    | Millor fotografía                         | Lucio Bonelli                                           | Nominat    | [ 37 ] [ 12 ] |
| Premis Cóndor de Plata                                    | Millor sonido                             | Marcos de Aguirre, Jessica Suárez y Fernando Soldevilla | Nominats   | [ 37 ] [ 12 ] |
| Premis Cóndor de Plata                                    | Millor dirección de arte                  | Mariela Rípodas y Lucía Espiro                          | Nominades  | [ 37 ] [ 12 ] |
| Festival Internacional de Cinema de Mar del Plata         | Millor pel·lícula                         | Damián Szifron                                          | Nominat    | [ 8 ]         |
| Festival Internacional de Cinema de Mar del Plata         | Millor pel·lícula iberoamericana          | Damián Szifron                                          | Guanyador  | [ 8 ]         |
| Festival Internacional de Cinema de Mar del Plata         | Millor pel·lícula latinoamericana         | Damián Szifron                                          | Guanyador  | [ 8 ]         |
| Festival Internacional de Cinema de Mar del Plata         | Premi del públic                          | Damián Szifron                                          | Guanyador  | [ 8 ]         |
| Premis Clarín                                             | Millor pel·lícula                         | Millor pel·lícula                                       | Guanyadora | [ 38 ] [ 11 ] |
| Premis Clarín                                             | Millor actor de cinema                    | Gustavo Garzón                                          | Guanyador  | [ 38 ] [ 11 ] |
| Premis Clarín                                             | Millor director de cinema                 | Damián Szifron                                          | Guanyador  | [ 38 ] [ 11 ] |
| Premis Clarín                                             | Millor guió de cinema                     | Damián Szifron                                          | Guanyador  | [ 38 ] [ 11 ] |
| Festival Internacional de Cinema de Miami                 | Premi del jurat (Cinema iberoamericà)     | Damián Szifron                                          | Nominat    | [ 39 ]        |
| Festival Internacional de Cinema de Sant Sebastià         | Premi horizontes (Menció especial)        | Damián Szifron                                          | Guanyador  | [ 40 ] [ 41 ] |
| X Mostra de Cinema Llatinoamericà de Lleida               | Millor actor                              | Daniel Hendler                                          | Guanyador  | [ 13 ]        |
| X Mostra de Cinema Llatinoamericà de Lleida               | Millor opera prima                        | Damián Szifron                                          | Guanyador  | [ 13 ]        |
| Festival de Cinema Llatinoamericà de Tolosa de Llenguadoc | Premi descobriment de la crítica francesa | Damián Szifron                                          | Guanyador  | [ 42 ]        |